# Leisure (Film)
Leisure (dt. Freizeit) ist ein australischer animierter Kurzfilm von Bruce Petty aus dem Jahr 1976.

## Handlung
Schon in der Steinzeit hatte der Mensch neben dem Versuch, zu überleben, hin und wieder Ruhepausen, in denen er zum Beispiel einfache Ballspiele spielte oder einem Vulkan beim Ausbrechen zusah. Dies änderte sich im Zuge der industriellen Entwicklung. Das Leben wurde in häuslich und beruflich geteilt, die Gesellschaft teilte sich in Arbeiter und Reiche, die arbeiten ließen. Der Begriff „Freizeit“ wurde hier erstmals geprägt. Später wurde beschlossen, dass jedem Menschen Freizeit zustände und so kamen auch die Arbeiter in den Genuss der freien Stunden, die zum Beispiel in Wirtshäusern oder billigen Theatern verbracht wurden.
Die Elektrifizierung und Mechanisierung der Welt begann. Der Film trat seines Siegeszug an und die Gesellschaft lebte „schneller“. Die Freizeit wurde in Sport (Amateur/Profi), Kultur (Kunst/Mode) und Park unterteilt. Als auch dies nicht zu Entspannung führte, vermutete man, dass das Hirn des Menschen einfach keine Freizeit mehr kenne. Das Hirn wurde nun mit Medikamenten und Drogen gepusht, die Selbstverwirklichung begann und auch die Vermutung entstand, dass die Freizeit einfach nicht gut genug geplant ist. Es entstanden Spielplätze, Golfplätze, Märkte, Anglergegenden, Dachgärten und vieles mehr. Nach weiteren Erkenntnissen der Soziologen versuchte man, die Freizeit in den Arbeitsbereich zu holen, um am Ende zu erkennen, dass jeder Mensch andere Bedürfnisse an seine Freizeitgestaltung hat. Ein Umdenken begann: Nicht die Arbeit bedingt die Freizeit, sondern die Freizeitverteilung strukturiert die Arbeit. Der Film endet mit den Worten „The new challenge for humans is leisure“ (dt.: „Die neue Herausforderung an die Menschheit ist die Freizeit“).

## Produktion
Leisure besteht aus Trickfilmzeichnungen sowie schnellgeschnittenen Collagen und montierten Fotos. Der Sprecher des Films ist Alexander Archdale.

## Auszeichnungen
Leisure gewann 1977 den Oscar in der Kategorie „Bester animierter Kurzfilm“. Es war der erste australische Trickkurzfilm, der mit einem Oscar ausgezeichnet wurde.
Auf dem Melbourne International Film Festival erhielt Regisseur Bruce Petty den Grand Prix.